# Potențial electric
Potențialul electric denumit și potențial electrostatic  notat cu V este o mărime fizică de tip câmp scalar ce caracterizează câmpul electric într-un punct, vectorul câmp electric fiind gradientul cu semn schimbat al acestei mărimi scalare numite potențial electric:
{\displaystyle \mathbf {E} =-\nabla V}
Potențialul electric al unui punct din spațiu este egal cu raportul dintre energia potențială electrostatică a unui corp încărcat electric, asociată poziției sale în câmpul electric produs de un corp electrizat central, și sarcina electrică a corpului test. Echivalent, potențialul electrostatic este raportul dintre lucrul forței electrice necesar pentru deplasarea unui corp test încărcat cu o sarcină electrică din acel punct până la infinit și sarcina electrică a corpului de probă.
Diferența de potențial electric intre două puncte din spațiu permite calcularea variației energiei potențiale a unei sarcini electrice, sau de a afla mai multe tensiuni necunoscute intr-un circuit electric.
Potențialul electric al unei sarcini punctuale Q la distanța r de ea este dat de expresia:
{\displaystyle V(r)={\frac {1}{4\pi \varepsilon }}{\frac {Q}{r}}}
ce se poate obține pornind de la legea lui Coulomb cu identificarea câmpului electric E ca raport dintre forța electrostatică și una din sarcini.
{\displaystyle E(r)={\frac {1}{4\pi \varepsilon }}{\frac {Q}{r^{2}}}}

## Definire
Definiția face apel la circulația câmpului electric (adică o integrală curbilinie a produsului scalar vector câmp electric - elementul de arc orientat al traiectoriei sarcinii mobile) pe un contur arbitrar legând punctul de potențial 0 de punctul de interes.
{\displaystyle V=-\int _{C}\mathbf {E} \cdot \mathrm {d} {\boldsymbol {\ell }}}
Această integrală curbilinie dacă este multiplicată cu sarcina electrică mobilă q rezultă o altă integrală curbilinie, cea a produsului scalar forța coulombiană produsă de sarcina sursă a câmpului - elementul de arc orientat pe care are loc deplasarea sarcinii mobile, integrală curbilinie care reprezintă diferența de energie potențială electrostatică UE asociată deplasării sarcinii mobile în câmp.
{\displaystyle U_{E}=-q\int _{C}\mathbf {E} \cdot \mathrm {d} {\boldsymbol {\ell }}}
Efectuarea primei integrale curbilinii dă rezultatul de mai jos pentru o sarcină punctuală.
Potențialul electric este bine definit doar în cazul unui câmp electric cu rotor nul, de exemplu câmpul produs de niște sarcini electrice în repaus, cu circulație conservativă 

## Extindere în electrodinamică
În cazul în care sarcinile electrice sunt în mișcare (rotorul câmpului electric este nenul) se utilizează potențialul magnetic vector A.
Rotorul este nenul când există câmpuri magnetice variabile în timp, de exemplu la fenomenul de inducție electromagnetică.

## Calculul potențialului generat de sisteme de sarcini

### Sarcina punctuală
Potențialul electric datorat unei sarcini punct Q la distanța r de la aceasta reiese din integrarea expresiei anterioare din secțiunea Definire:
{\displaystyle V_{\mathbf {E} }={\frac {1}{4\pi \varepsilon _{0}}}{\frac {Q}{r}}+Const\,}
Constanta poate fi nula. In mod uzual interesează diferența de potențial electric {\displaystyle -\Delta V_{0}}, astfel constanta dispare. Constanta e zero prin alegerea punctului de la infinit cu valoare zero a potențialului.

### Sistem de sarcini punctuale
Potențialul electric al unui sistem de sarcini punctuale e suma potențialelor individuale ale sarcinilor punctuale. Această proprietate permite simplificarea calculelor.

### Sistem continuu al distribuției sarcinii
Pentru acest caz se introduce conceptul de densitate a sarcinii electrice, densitate volumică (sau superficială sau liniară). Astfel valoarea potențialului e dată de o integrală:
{\displaystyle V_{0}(P)={\frac {1}{4\pi \varepsilon }}\int _{v}{\frac {\rho (x',y',z')}{r-r'}}{dx}'{dy}'{dz}'\ }

### Diferența de potențial și deplasarea unei sarcini electrice în câmpul electric al altei sarcini

Figura 1

Se consideră câmpul electric generat de sarcina Q, în care se deplasează sarcina sondă {\displaystyle q}. Lucrul mecanic necesar deplasării unei sarcini între două puncte de forța electrostatică ce acționează asupra sarcinii nu depinde de drumul pe care s-a deplasat sarcina, ci numai de mărimea sarciniie pozițiile sale, inițială și finală. Valoarea sa este dată de integrala curbilinie a produsului scalar între câmpul electric și vectorul deplasare înmulțită cu sarcina electrică:
{\displaystyle L_{AB}=E_{AB}=q\int _{A}^{B}{\vec {E}}\cdot d{\vec {r}}=\int _{A}^{B}{\frac {1}{4\pi {\epsilon }_{0}}}{\frac {Qq}{r^{2}}}\,dr={\frac {Qq}{4\pi \epsilon }}\int _{A}^{B}{\frac {{\vec {r}}\cdot d{\vec {r}}}{r^{3}}},}
unde
- {\displaystyle {\vec {r}}=x{\vec {i}}+y{\vec {j}}+z{\vec {k}}=} vectorul de poziție al sarcinii {\displaystyle q}, considerate punctuale;
- {\displaystyle d{\vec {r}}=dx\cdot {\vec {i}}+dy\cdot {\vec {j}}+dz\cdot {\vec {k}}=} vectorul deplasare al sarcinii;
- {\displaystyle \epsilon =} permitivitatea mediului.

Exprimând câmpul electric prin forța electrostatică reiese expresia expresia energiei potențiale:
{\displaystyle \Delta U_{AB}={\frac {Qq}{4\pi \epsilon }}\int _{A}^{B}{\frac {dr}{r^{2}}}={\frac {Qq}{4\pi \epsilon }}\left({\frac {1}{r_{a}}}-{\frac {1}{r_{b}}}\right).}
Se notează:
{\displaystyle V={\frac {1}{4\pi \epsilon }}{\frac {Q}{r}},}
Astfel formula anterioară cu notația de mai sus evidențiază definirea diferenței de potențial electric:
{\displaystyle \Delta U_{AB}=-q(V_{B}-V_{A})=qU}
unde
- U = diferența de potențial dintre punctele A și B;
- r = distanța de la sarcina Q până la punctul considerat.

Punctele cu același potențial constituie o suprafață echipotențială pentru care valoarea numerică a mărimii LAB e zero.

## Unitate de măsură
Potențialul electric se măsoară în volți (V) sau joule / coulomb (J/C). Diferența dintre potențialele a două puncte este definită ca tensiune electrică între cele două puncte, măsurată de asemenea în volți.
Aparatul de măsurare e voltmetrul.

## Aplicații ale noțiunii în electrochimie și bioelectricitate
Conceptul potențial electric este prezent în electrochimie în forma potențial standard de electrod al electrozilor din elemente galvanice (pilă voltaică, etc) și celule electrochimice. În bioelectricitate și electrofiziologie este prezent sub formă de potențial de repaus și potențial de acțiune la nivelul |membranei celulare.